# Боденвизер, Гертруда
Гертруда Боденвизер (нем. Gertrud Bodenwieser; 3 февраля 1890, Вена, Австро-Венгрия — 10 ноября 1959, Сидней, Австралия) — танцовщица, хореограф и педагог, пионер экспрессивного танца.

## Биография
Родилась в еврейской семье Теодора и Марии Бонди. Танцевать начала под псевдонимом Гертруда Боденвизер. Стиль Боденвизер базировался на классическом танце, которому ее учил Карл Годлевски с 1905 по 1910 год. Она выработала свой собственный стиль танца, который с большим энтузиазмом воспринимался публикой, критиками и студенчеством. Наибольшее влияние на ее формирование как хореографа осуществили Айседора Дункан и Рут Сент-Денис. Одной из ее самых успешных постановок был танец под названием «Машина демона», когда группа танцоров превращалась в машины.
Впоследствии была назначена профессором в Венский университет музыки и исполнительского искусства. Там в подвальном помещении концертного зала она открыла свою собственную танцевальную студию. Все ее ученики, которые выступали в Европе, назывались «Танцевальная группа Боденвизер». Среди ее учеников, которые сделали сольные карьеры были Вильма Дегишер, Гиза Геерт, Гильда Гольгер, Гертруда Краус, Мария Палмер, Силли Ванг, Э. Ханка и другие.
1938 года вместе с группой своих студентов выступила в Колумбии, на годовщины города Богота. После аншлюса Австрии эмигрировал в Австралию. В Сиднее преподавала уроки танца и основала собственный Балет Боденвизер. Гертруда воспитала много выдающийся танцоров Австралии, среди которых были Анита Арделл, Кот Бэйн и Маргарет Чепл.
С 1920 года была замужем за режиссером и сценаристом Фридрихом Розенталем, который был убит в 1942 году в концетрационном лагере в Аушвице.